# Pseudanthias rubrizonatus
Pseudanthias rubrizonatus är en fiskart som först beskrevs av Randall 1983.  Pseudanthias rubrizonatus ingår i släktet Pseudanthias och familjen havsabborrfiskar. Inga underarter finns listade i Catalogue of Life.
Honor har en ljusröd framsida och en smal violett strimma från ögats undersida till bröstfenan. Hos hannar förekommer dessutom en stor röd fläck vid bålens framsida. Beroende på population finns 42 till 50 fjäll längs sidolinjen. Arten har 18 till 22 taggstrålar i stjärtfenan. I ryggfenan finns 10 taggstrålar och 16 mjukstrålar. Analfenan har 3 taggstrålar och 7 mjukstrålar. Längden uppgår till 12 cm. En liknande art nära södra Afrika är Pseudanthias connelli.
Utbredningsområdet ligger i östra Indiska oceanen och södra Stilla havet från Andamanerna över Sydostasien och norra Australien till Oceanien och södra Japan. Exemplaren hittas vanligen 3 till 150 meter under havsytan. Exemplaren vistas nära klippor och korallrev. De bildar mindre stim.
För beståndet är inga hot kända. Hela populationen antas vara stor. IUCN listar arten som livskraftig (LC).